# Antoine de Caunes
Antoine de Caunes (Paris, 1 de dezembro de 1953) é um ator, diretor de cinema e apresentador de televisão frances. Conhecido pelo seu trabalho em Aqui Entre Nós (1998), Yann Piat, Chronique d'un assassinat (2012) e Cães da Noite (2001). É casado com Daphné Roulier e tem um filho.
conhecido pelo seu trabalho em Aqui Entre Nós (1998), Yann Piat, chronique d'un assassinat (2012) e Cães da Noite (2001). É casado com Daphné Roulier e tem um filho.